# Ommata liturifera
Ommata liturifera là một loài bọ cánh cứng trong họ Cerambycidae.